# لیگ عالی ترکمنستان
لیگ عالی ترکمنستان (انگلیسی: Turkmenistan Higher League) یا Ýokary Liga بالاترین سطح مسابقات فوتبال در کشور ترکمنستان است. این مسابقات از سال ۱۹۹۲ بنیان‌گذاری‌شده است.